# Enchanted Garden
Enchanted Garden is de naam van het vioolconcert van de Finse componist Uljas Pulkkis. Pulkkis schreef dit werk toen hij nog maar zes jaar compositietechniek had gestudeerd.

## Composities
Het is geen klassiek voorbeeld van een vioolconcert; hij werk is geschreven in acht delen, die zonder onderbrekingen achter elkaar worden gespeeld:
1. Zonsondergang
2. Reveil
3. Betovering
4. Geheim
5. Verzamelen
6. Dans
7. Feest
8. Zonsopkomst

De solist fungeert als verteller tegenover het orkest (vandaar de hoofdstukindeling). Het is daarbij de bedoeling, dat tijdens de uitvoering de solist door de zaal loopt om zijn functie als verteller duidelijk te maken. De vioolsoli spelen zich voornamelijk af in het hoge register van het instrument hetgeen af en toe een griezelige ijle sfeer oproept. De solist is gedurende bijna het gehele compositie "aan het woord", slechts af en toe moet hij het volle orkest voor laten gaan. Het Reveil begint met klokslagen, die later bij Feest opnieuw klinken. Naar het einde toe lijkt de violist als schaduw de zonsopkomst tegen te willen houden, maar de schaduwen van de nacht trekken zich stilletjes terug.
Een soortgelijke compositie is The stone and lonely places sing van Anthony Payne; dat werk betreft ook de verbeelding van een tuin, maar dan overdag.

## Samenstelling orkest
Soloviool, drie fluiten (waaronder piccolo), drie hobo's (waaronder althobo), drie klarinetten (waaronder basklarinet), drie fagotten (waaronder contrafagot), vier hoorns, drie trompetten, drie trombones, een tuba, twaalfmaal slagwerk, een tape en strijkers.
De compositie is geschreven in opdracht van de Finse Omroep; het Fins Radio Symfonie Orkest verzorgde dan ook de première onder leiding van John Storgårds met Jaakko Kuusisto als solist.

## Trivia
De opname hieronder is vastgelegd op sacd; doordat de muziek af en toe zeer zacht gespeeld wordt is het van belang de volumeknop voor afspeling via een "gewone cd-speler" iets luider te zetten dan normaal, anders gaan sommige geluidseffecten verloren.

## Bron en discografie
- Uitgave Bis Records; Stavanger Symfonie Orkest, o.l.v. Susanna Mälkki met de solist Jaakko Kuusisto.